# Dirty Hit
Dirty Hit – brytyjska niezależna wytwórnia płytowa, założona 1 grudnia 2009 roku przez Jamiego Oborne’a w celu wydawania płyt zespołu The 1975. Nagrywają dla niej również tacy artyści jak: tacy artyści jak: Beabadoobee, Rina Sawayama, The Japanese House, Pale Waves, No Rome, Benjamin Frances Leftwich i inni.

## Historia
Wytwórnię płytową Dirty Hit założył 1 grudnia 2009 roku w Londynie Jamie Oborne. Współzałożycielami wraz z nim byli Brian Smith i Ugo Ehiogu. Powodem założenia nowej wytwórni był fakt, że zespół The 1975, którego Oborne był menadżerem, nie mógł znaleźć wydawnictwa, które byłoby skłonne wydawać jego płyty. Po podpisaniu kontraktu z wytwórnią zespół w latach 2012–2013 nagrał dla niej kilka EP-ek, po czym w 2013 roku zadebiutował albumem zatytułowanym własną nazwą. Album we wrześniu 2013 roku znalazł się na 1. miejscu listy UK Albums Chart spędzając na niej 179 tygodni. Na 1. miejscu tejże listy znalazły się również cztery kolejne albumy studyjne zespołu: I Like It When You Sleep, for You Are So Beautiful yet So Unaware of It (2016), A Brief Inquiry into Online Relationships (2018), Notes on a Conditional Form (2020) i Being Funny in a Foreign Language (2022). Drugi z nich, I Like It When You Sleep, for You Are So Beautiful yet So Unaware of It, doszedł do 1. miejsca na liście Billboard 200 zdobywając ponadto certyfikat platynowej płyty w Wielkiej Brytanii (BPI) i złotej w Stanach Zjednoczonych (RIAA).
W kolejnych latach umowy z Dirty Hit podpisali tacy artyści jak: Beabadoobee, Rina Sawayama, The Japanese House, Pale Waves, No Rome, Oscar Lang, 404 Guild, AMA, Beaux, Benjamin Frances Leftwich, Boyband, Bryce Hase, Leo Bhanji, Lowertown, Blackstarkids, Pretty Sick, Kasai and Sipho & Viji.
W lutym 2019 roku The 1975 odnowił umowę nagraniową z Dirty Hit. W grudniu tego samego roku Dirty Hit podpisała umowę na wyłączną globalną dystrybucję cyfrową z Ingrooves Music Group. Nowa umowa stanowiła odnowienie długotrwałej współpracy Dirty Hit z Ingrooves/Universal Music Group. Ingrooves zostało w całości przejęte przez UMG w lutym. Universal był wcześniej mniejszościowym udziałowcem tej firmy. Oprócz umowy z Ingrooves, Dirty Hit już wcześniej podpisała umowę licencyjną z wytwórniami należącymi do Universal – Interscope w Stanach Zjednoczonych i Polydor w Wielkiej Brytanii, dotyczącą płyt nagranych przez The 1975.
W sierpniu 2020 roku Dirty Hit rozszerzyła działalność na Stany Zjednoczone i Region Pacyfiku uruchamiając regionalne oddziały w Los Angeles i Sydney. Menadżerami generalnymi obu filii zostali odpowiednio: Greg Carr i Rachel Jones-Williams.
W grudniu 2022 roku Dirty Hit przedłużyła światową umowę dystrybucyjną z Ingrooves Music Group. Ta ostatnia wcześniej stała się częścią Virgin Music Group w ramach Universal Music Group. Dirty Hit poinformowała przy okazji, że w ciągu ostatnich 12 miesięcy utwory jej artystów zostały odtworzone ponad 1,4 miliarda razy.
21 sierpnia 2023 roku producent muzyczny i autor piosenek Jack Antonoff ogłosił, że podpisał szeroko zakrojoną umowę z Jamiem Oborne’em. W jej ramach obaj założyli wytwórnię joint venture, aby podpisywać kontrakty z innymi artystami.

## dh2
17 czerwca 2024 roku Dirty Hit ogłosiła, że uruchamia swój imprint muzyki elektronicznej, dh2. Na jego czele stanał George Daniel. Imprezę inauguracyjną nowej wytwórni z udziałem Daniela, Kelly Lee Owens, Oscara Farrella i TimFromTheHouse zaplanowano w londyńskim klubie Phonox. Owens była pierwszą artystką, która podpisała kontrakt z dh2. W lipcu wytwórnia zadebiutowała jej singlem „Love You Got”, a wydanie jej albumu, Dreamstate, zapowiedziała na październik.

## Dirty Hit Limited
Wytwórnia Dirty Hit należy do Dirty Hit Limited, prywatnej spółki z ograniczoną odpowiedzialnością, wpisanej 2 lutego 2010 roku do rządowego rejestru Companies House.
Jej dyrektorami są:
- Jamie Oborne (od 2010)
- Brian Smith (od 2010)
- Ugo Ehiogu (od 2010)
- Matthew Healy (2018–2023)
- Ed Blow (od 2018)

## Artyści
Zestawienie według oficjalnej strony wytwórni:

- The 1975
- 404 Guild
- Beabadoobee
- Been Stellar
- Benjamin Francis Leftwich
- Blackstarkids
- Bonnie Kemplay
- Frost Children
- Jack Antonoff (i jego zespół Bleachers)
- The Japanese House
- Kelly Lee Owens
- King Isis
- Lava La Rue
- Leo Bhanji
- Lowertown
- Model/Actriz
- No Rome
- Pale Waves
- Pretty Sick
- QTY
- Rina Sawayama
- Tommy Wá
- Saya Gray
- Wallice
- Wolf Alice